# Zbečno
Zbečno är en ort i Tjeckien.   Den ligger i regionen Mellersta Böhmen, i den centrala delen av landet, 40 km väster om huvudstaden Prag. Zbečno ligger 242 meter över havet och antalet invånare är 437.
Terrängen runt Zbečno är platt åt nordost, men åt sydväst är den kuperad. Zbečno ligger nere i en dal. Runt Zbečno är det ganska tätbefolkat, med 80 invånare per kvadratkilometer. Närmaste större samhälle är Kladno, 17,5 km nordost om Zbečno. I omgivningarna runt Zbečno växer i huvudsak blandskog.